# E4 (canal de televisión)
E4 es un canal de televisión digital propiedad de Channel 4 que emite en abierto en el Reino Unido e Irlanda por satélite, IPTV y cable, con una programación basada en contenidos dirigidos a un público de entre 15 y 35 años de edad. Sus emisiones comenzaron el 18 de enero de 2001.

## Historia
E4 comenzó sus emisiones como un canal de pago de Channel 4 el 18 de enero de 2001. A partir del 27 de mayo de 2005 se convirtió en un canal en abierto coincidiendo con el lanzamiento de la Televisión digital terrestre en el Reino Unido.
E4 comenzó a emitir en Irlanda en junio de 2002 convirtiéndose en el segundo canal no disponible en la TDT con mayor audiencia, un 1.1% de cuota de mercado.
El 14 de diciembre de 2009, E4 comenzó a emitir en simulcast en alta definición (HD) en el operador de televisión de pago Sky UK

## Programación
E4 centra su programación en la emisión de series estadounidenses como Friends, The O.C., Smallville, Veronica Mars, The Cleveland Show, Glee, The Sopranos, What About Brian?, Desperate Housewives